# اینوایتیشن هومز
اینوایتیشن هومز (انگلیسی: Invitation Homes) شرکت املاک آمریکایی است، که در سال ۲۰۱۲ تأسیس شد.